# Bazilika Navštívení Panny Marie (Levoča)
Bazilika Navštívení Panny Marie na Mariánské hoře v Levoči patří mezi nejstarší poutní místa východního Slovenska. Pouť se zde koná každoročně první červencovou neděli.

## Dějiny
Počátky mariánského kultu sahají až do 13. století. V roce 1247 zde byla postavena první kaple, kterou dal později opravit levočský farář Henrich. Mariánský svátek Navštívení Panny Marie se pojí s příchodem františkánů-minoritů do Levoče v roce 1311. Farář Servác dal v roce 1470 kapli přestavět na gotický kostel a byla tam instalována gotická socha Panny Marie. Lidé sem nepřestávali chodit ani během reformace, ale oživení poutí nastalo až po rekatolizaci. První velká procesí a pouť zde byla 2. července 1671. Dva roky na to se s papežským povolením stal kostel Navštívení Panny Marie místem získání odpustků. Další přestavby kostela byly provedeny v roce 1688 a 1819. V roce 1847 byla postavena dřevěná kaple pro řeckokatolíky.

## Dnešní Bazilica minor
Poslední přestavba se uskutečnila v letech 1906–1914, kdy kostel získal dnešní podobu. Na hlavním oltáři zůstala původní gotická socha Panny Marie z 2. poloviny 15. století. Nový kostel byl vysvěcen spišským biskupem Janem Vojtaššákem 2. července 1922. Dnes je zde vybudován exerciční a řeholní dům a dům pro poutníky. Z poutního místa pro věřící latinského i řeckého obřadu z východního a středního Slovenska se postupně stalo celoslovenské poutní místo, které navštěvovali lidé navzdory těžkostem i během komunistického režimu.

## Papež Jan Pavel II. a Mariánská hora

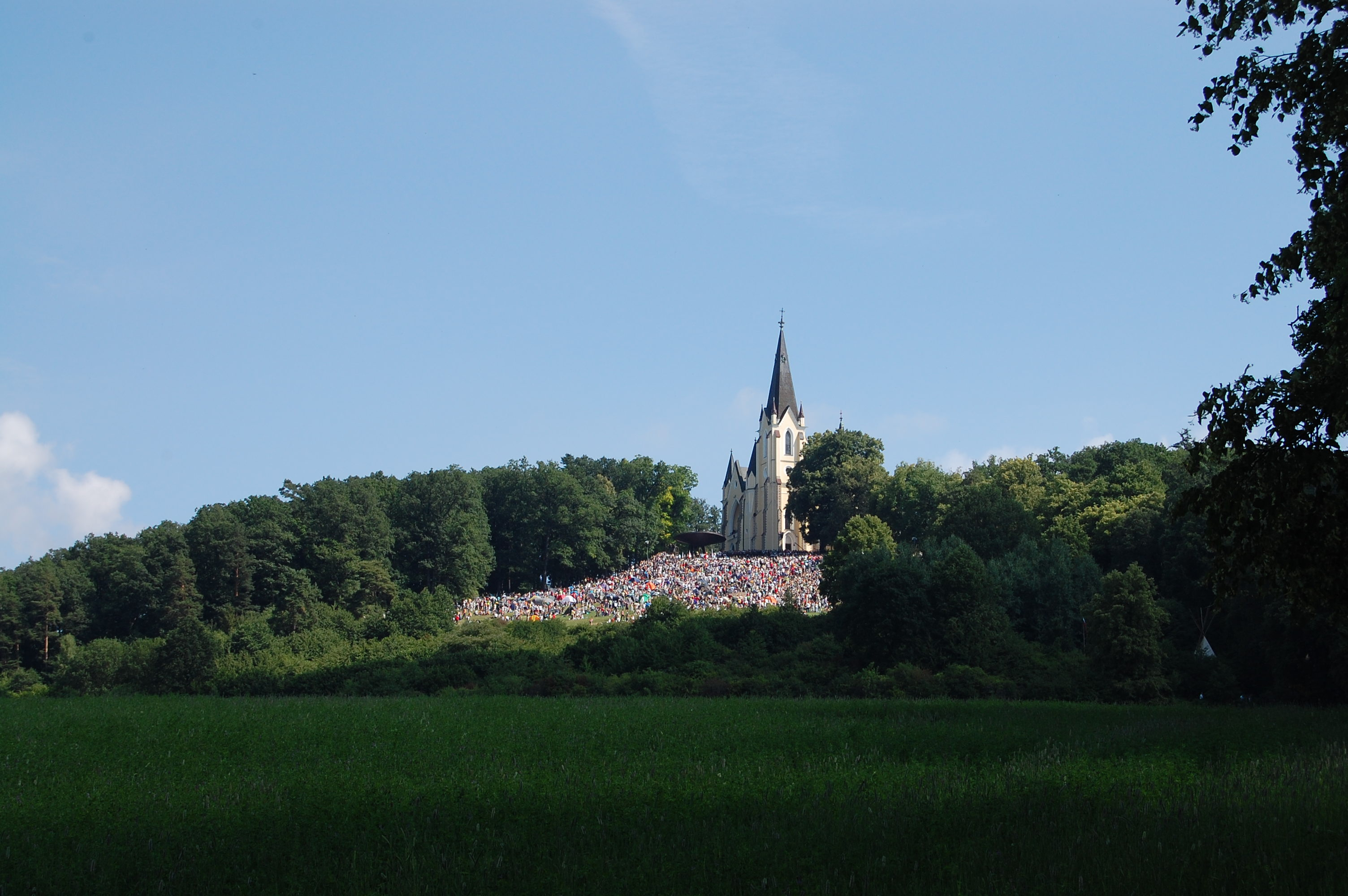
Během pouti

Význam tohoto poutního místa nezůstal nepovšimnut ani v Římě. Papež Jan Pavel II. povýšil kostel Navštívení Panny Marie 26. ledna 1984 na menší baziliku (bazilika minor). O jedenáct let později 3. července 1995 se zde konala za jeho přítomnosti zatím největší pouť, které se zúčastnilo přes 650 000 lidí.